# Challenge of Tutankhamon
Challenge of Tutankhamon is een interactieve en trackless darkride in het Belgische attractiepark Walibi Belgium.
De in 2003 geopende darkride is gebouwd in Egyptische stijl. De bezoekers worden door verschillende scènes geleid die te maken hebben met het Oude Egypte. De bedoeling is dat bezoekers door middel van een laserpistool schieten op verschillende animatronics en objecten, zoals graftombes, om zo zoveel mogelijk punten te verzamelen. De score is gedurende de hele rit op een scherm in het voertuig te volgen. De score beïnvloedt de af te leggen route tijdens rit. Vanaf een bepaalde teamscore buigt het voertuig vlak voor het station af voor een aantal extra scènes. Hier komen bezoekers een mythisch wezen tegen dat zich verslagen acht, waarna het voertuig de schatkamer inrijdt. Hierna volgen twee animatronics van archeologen, waarvan de een door een mummie gegrepen is.
Met €6 miljoen aan bouwkosten is de Challenge of Tutankhamon de duurste darkride van België. Tevens won Challenge of Tutankhamon in 2005 een Thea Award.

## Verhaal
In Challenge of Tutankhamon nemen bezoekers plaats in een Treasure Recovery Vehicle en volgen ze een 3000 jaar oude kaart die gevonden werd door een zekere professor Xavier Gaudet, die enkele gouden artefacten uit de tombe aan het Museum van de Oudheid in Caïro wil schenken. Die kaart zou hen via enkele geheime gangen in de graftombe van Toetanchamon naar de schat van deze Egyptische farao leiden. Wat bezoekers niet weten, is dat de Egyptische god Seth, god van wanorde en chaos, een vloek heeft uitgesproken over de graftombe van Toetanchamon. Voordat ze aan hun expeditie beginnen, worden bezoekers in de wachtrij gewaarschuwd door een oude ziener, Nazeer, die aan hen vertelt over de vloek die al vele voorgangers fataal is geworden. De enige bescherming die ze hebben is de Ankhinator, een laserpistool in de vorm van een Anch.
De bezoekers slaan de waarschuwingen van deze oude man echter in de wind en vertrekken nietsvermoedend op expeditie, geleid door de professor. In de tombe wordt de verschrikkelijke vloek werkelijkheid: het is een nachtmerrie vol afzichtelijke monsters, grafplunderaars en allerhande mysterieuze verschijningen. De bezoekers moeten de vloek breken en komaf maken met de horrorfiguren uit de Oudheid. Beschermd door de Ankhinator verzamelen ze zo veel mogelijk punten om de schatkamer te bereiken. Maar eerst volgt er nog een persoonlijke confrontatie met Seth en zijn leger van afschuwelijke, vechtlustige mummies.

## Technisch
De baan heeft een lengte van 215 meter, waarop dertien voertuigen te vinden zijn. De voertuigen volgen geen rail, het is een trackless transportsysteem. Per voertuig is plaats voor maximaal zes bezoekers, in twee rijen van drie. De theoretische capaciteit van de attractie is 900 personen per uur. De decoratie van de attractie is gebouwd door de Amerikaanse attractiebouwer Sally Corporation, in het toenmalige Six Flags Belgium, dat toen eigendom was van de Amerikaanse pretparkengroep Six Flags. Het transportsysteem is afkomstig van ETF Rides. De attractie heeft een oppervlakte van 1597 m2, waarvan wachtrij beslaat 213 m2 voor de overdekte wachtrij is.
De darkride telt 45 animatronics.
Puntentelling
De schietdoelen in de darkride hebben een kleur. Elke kleur staat voor een bepaalde score:
- Groen; 500 punten
- Geel; 750 punten
- Rood; 1000 punten

## Afbeeldingen

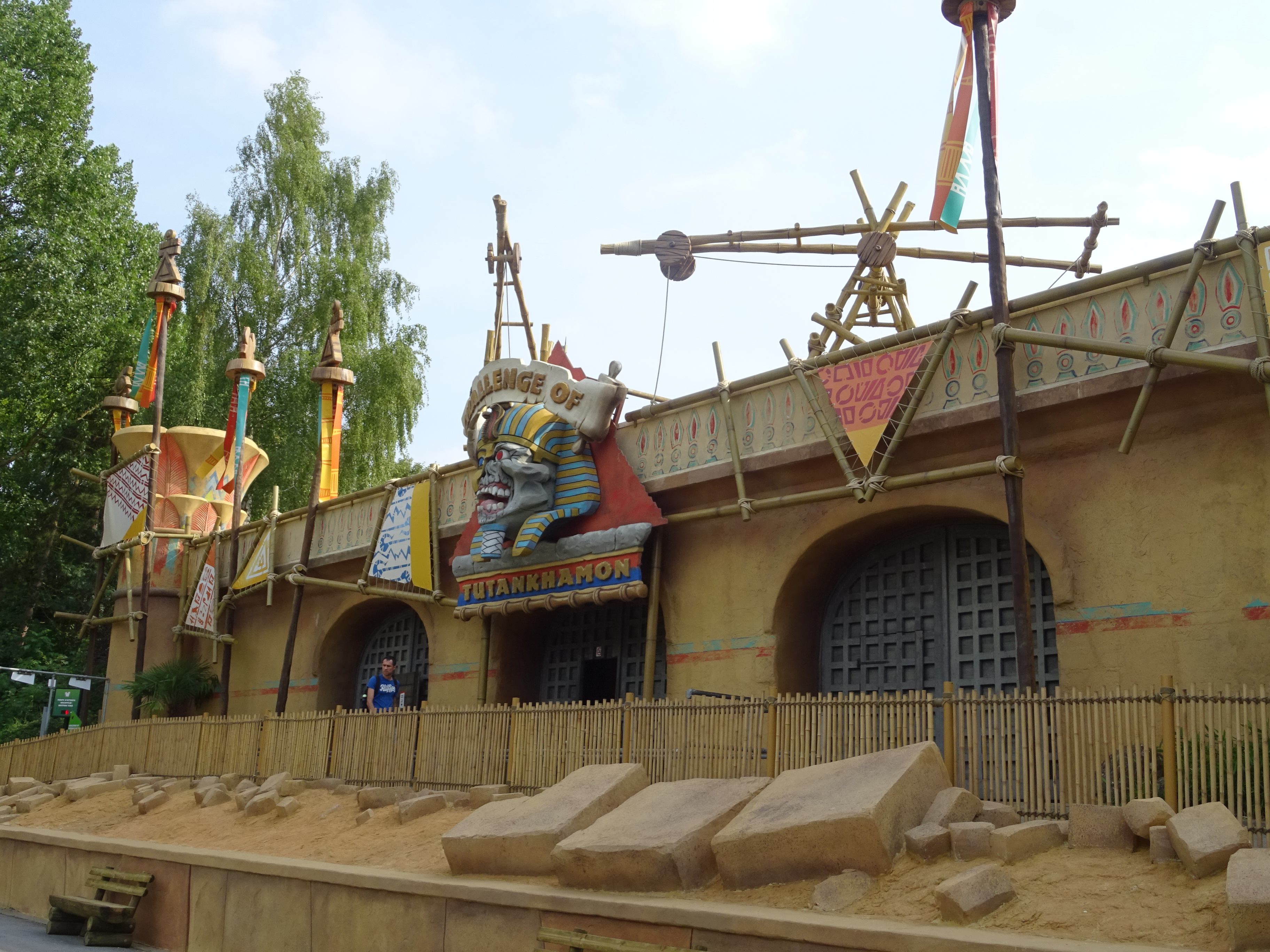
Voorgevel
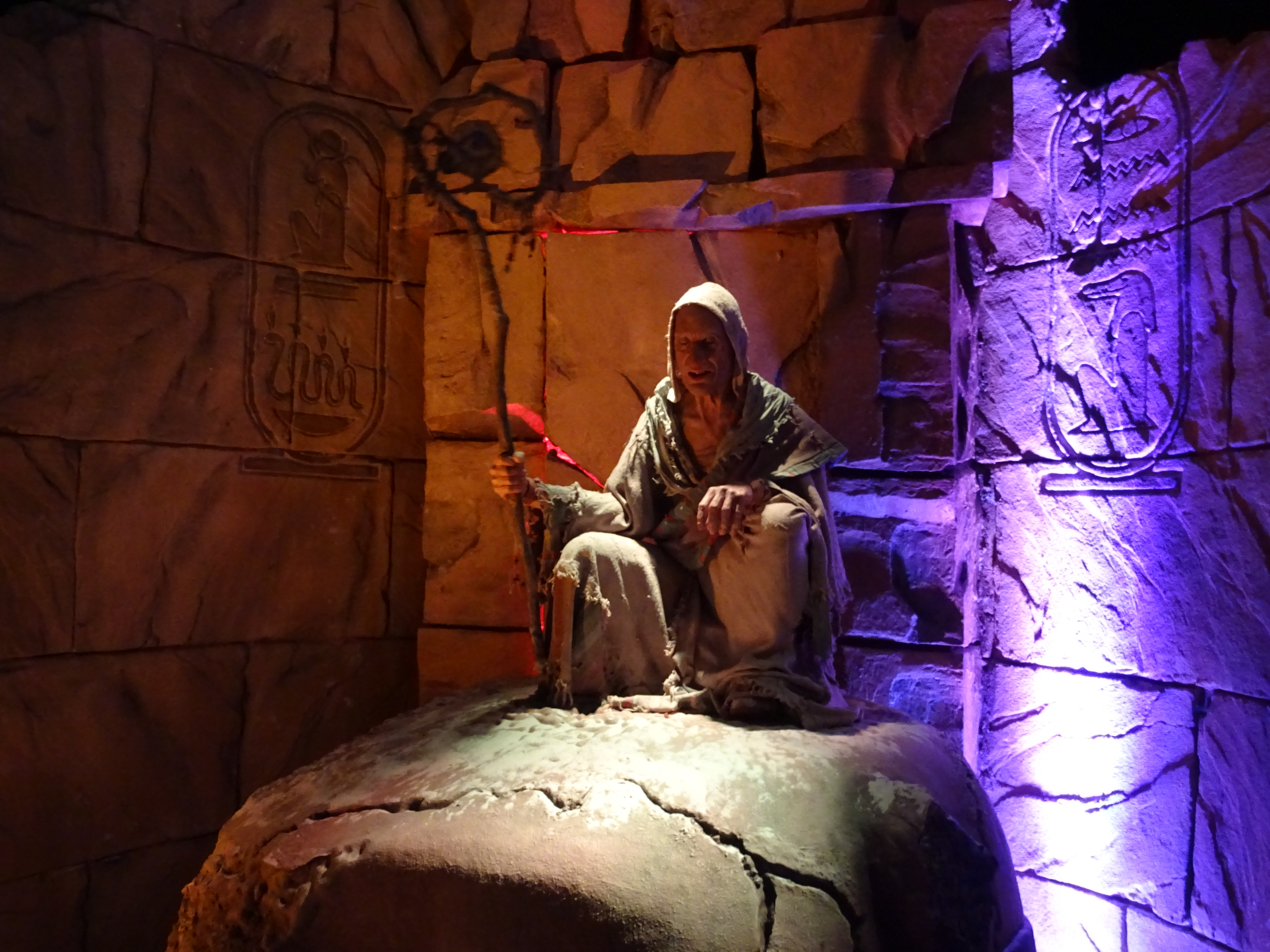
Animatronic in de wachtrij
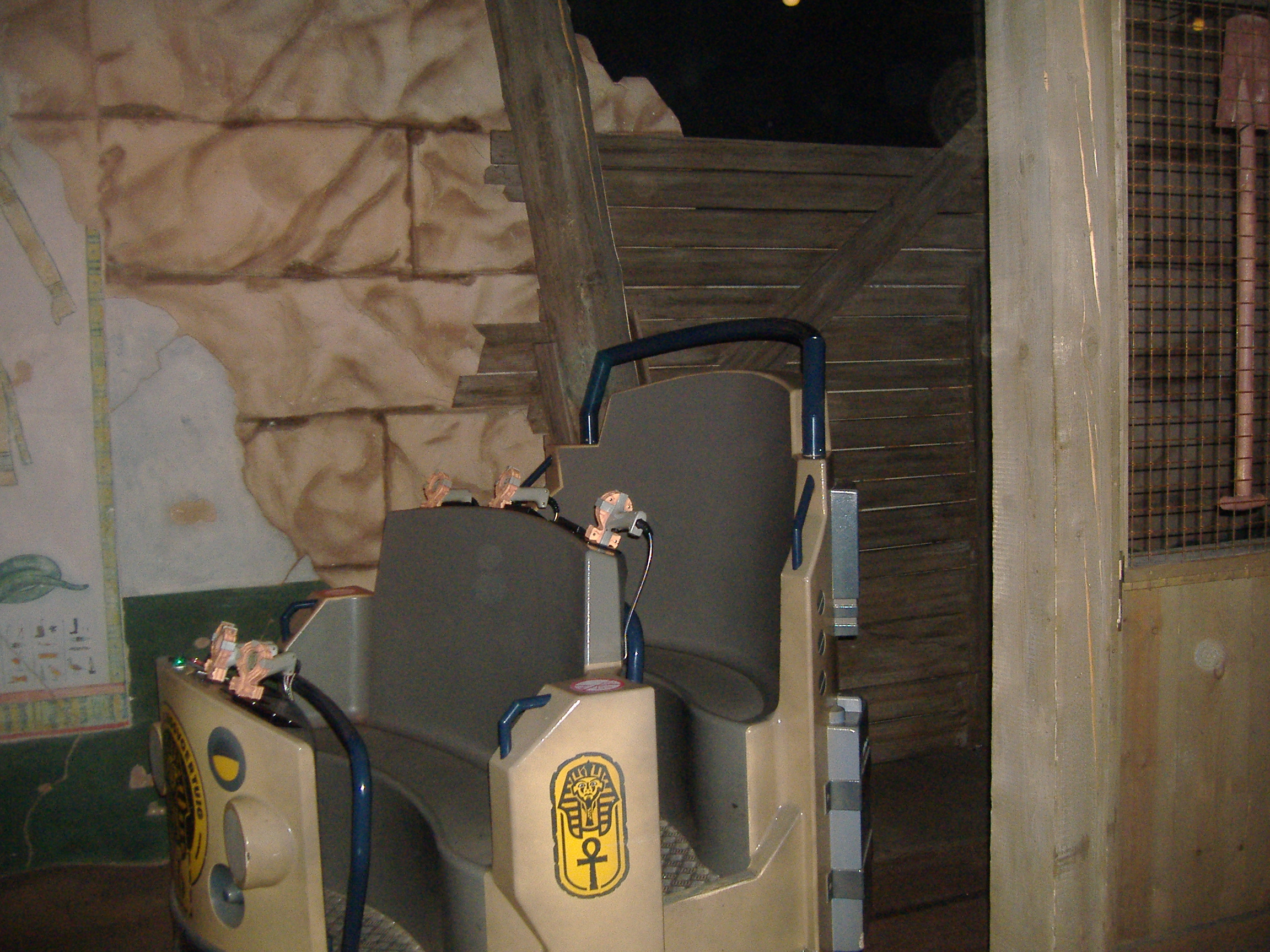
Voertuig
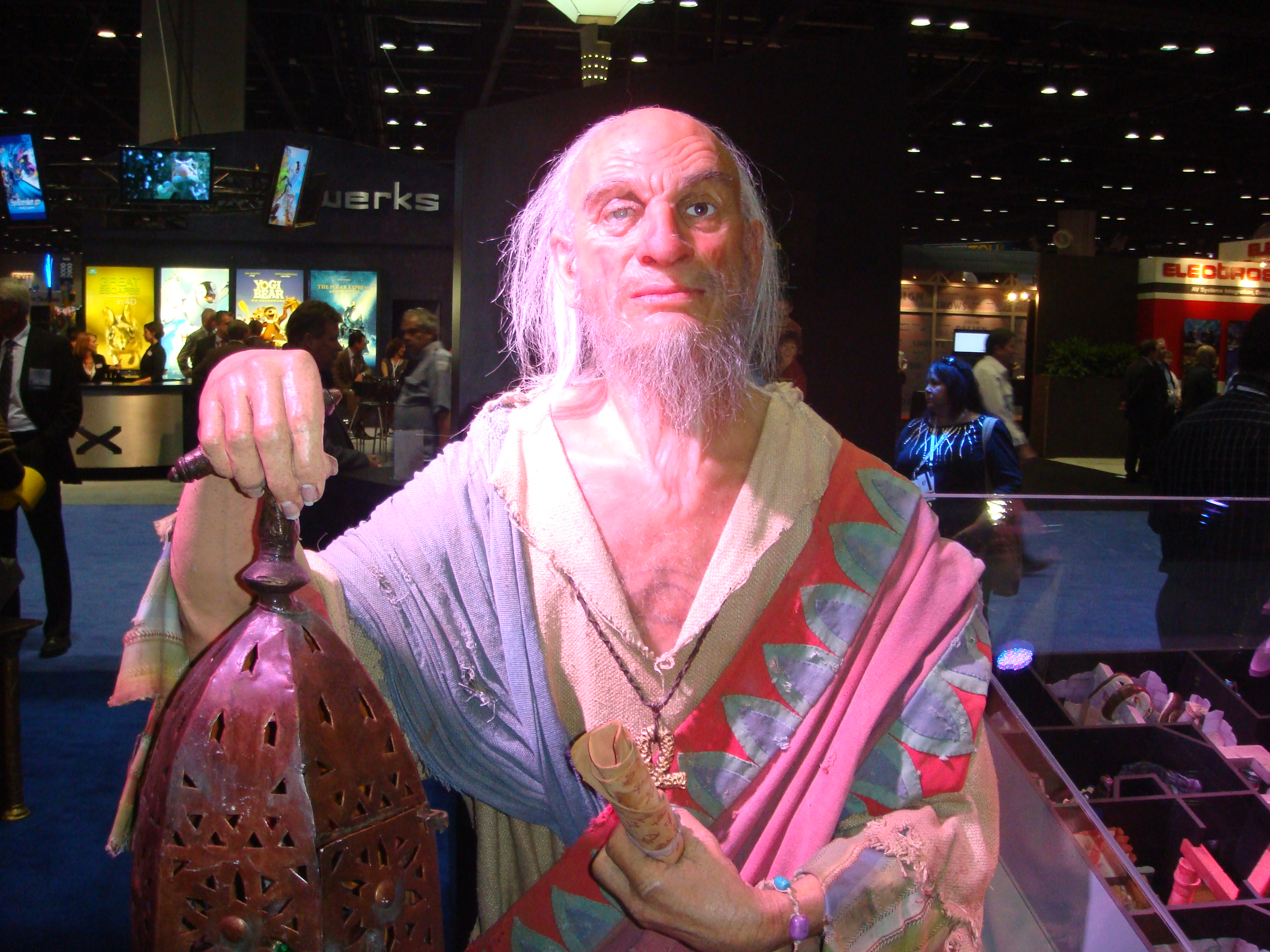
Een van de animatronics werd tijdens een pretparkbeurs tentoongesteld.